# Primera División de Barbados 2018-19
La Primera División de Barbados 2018-19 fue la edición número 43 de la Primera División de Barbados.

## Formato
En el torneo participan 12 equipos dividido en 2 grupos de 6 ambos grupos juegan entre sí con sistema de todos contra todos dos veces totalizando 22 partidos, al término 1 equipo de cada grupo avanzará a la final donde el campeón, de cumplir con los requisitos establecidos participará en la CONCACAF Caribbean Club Shield 2020; mientras que los segundos de cada grupo jugarán el juego por el tercer lugar, en tanto los últimos de cada grupo descenderán a la Segunda División de Barbados, mientras que los penúltimos jugarán el play-off de relegación donde el perdedor también descenderá.

## Equipos participantes

### Grupo A
| Pos.     | Equipo              |
| -------- | ------------------- |
| 1        | Weymouth Wales      |
| 2        | Paradise SC         |
| 3        | Brittons Hill       |
| 4        | Empire Club         |
| 5        | Notre Dame SC       |
| 1.A (SD) | St. Andrew Lions FC |

### Grupo B
| Pos.     | Equipo                    |
| -------- | ------------------------- |
| 1        | Barbados Defense Force SC |
| 2        | UWI Blackbirds FC         |
| 3        | Ellerton FC               |
| 4        | Porey Springs United FC   |
| 1.B (SD) | Barbados Soccer Academy   |
| 2.B (SD) | Youth Milan               |

### Ascensos y descensos
| Pos. | Ascendidos de Segunda División 2018 |
| ---- | ----------------------------------- |
| 1.A  | St. Andrew Lions FC                 |
| 1.B  | Barbados Soccer Academy             |
| 2.B  | Youth Milan                         |

| Pos. | Descendidos de Primera División 2018 |
| ---- | ------------------------------------ |
| 5.B  | Waterford Compton FC                 |
| 6.A  | Silver Sands FC                      |
| 6.B  | Rendezvous FC                        |

## Tabla de posiciones
Actualizado el 8 de mayo de 2019.

### Grupo A
| Pos. | Equipo                  | PJ | PG | PE | PP | GF | GC | DG  | Pts. | Clasificado a               |
| ---- | ----------------------- | -- | -- | -- | -- | -- | -- | --- | ---- | --------------------------- |
| 1    | Weymouth Wales (Q)      | 22 | 12 | 5  | 5  | 52 | 19 | +33 | 41   | Final                       |
| 2    | UWI Blackbirds FC (Q)   | 22 | 10 | 6  | 6  | 60 | 30 | +30 | 36   | Partido por el tercer lugar |
| 3    | Notre Dame SC           | 22 | 8  | 3  | 11 | 43 | 73 | -30 | 27   |                             |
| 4    | Brittons Hill           | 22 | 4  | 7  | 11 | 35 | 44 | -9  | 19   |                             |
| 5    | Porey Springs United FC | 22 | 4  | 3  | 15 | 27 | 70 | -43 | 15   | Play-off de relegación      |
| 6    | Barbados Soccer Academy | 22 | 3  | 3  | 16 | 19 | 67 | -48 | 12   | Play-off de relegación      |

### Grupo B
| Pos. | Equipo                        | PJ | PG | PE | PP | GF | GC | DG  | Pts. | Clasificado a               |
| ---- | ----------------------------- | -- | -- | -- | -- | -- | -- | --- | ---- | --------------------------- |
| 1    | Barbados Defense Force SC (Q) | 22 | 16 | 4  | 2  | 75 | 17 | +58 | 52   | Final                       |
| 2    | Empire Club (Q)               | 22 | 15 | 4  | 3  | 44 | 23 | +21 | 49   | Partido por el tercer lugar |
| 3    | Paradise SC                   | 22 | 13 | 5  | 4  | 68 | 24 | +44 | 44   |                             |
| 4    | Ellerton FC                   | 22 | 11 | 4  | 7  | 41 | 30 | +11 | 37   |                             |
| 5    | St. Andrew Lions FC           | 22 | 9  | 3  | 10 | 35 | 34 | +1  | 30   | Play-off de relegación      |
| 6    | Youth Milan                   | 22 | 2  | 3  | 17 | 14 | 86 | -72 | 9    | Play-off de relegación      |

## Juego Por el Tercer Lugar
Actualizado el 9 de junio de 2019
| Local             | Resultado | Visitante   | Fecha              |
| ----------------- | --------- | ----------- | ------------------ |
| UWI Blackbirds FC | 5 - 1     | Empire Club | 12 de mayo de 2019 |

## Final
Actualizado el 9 de junio de 2019
| Local                         | Resultado | Visitante                 | Fecha              |
| ----------------------------- | --------- | ------------------------- | ------------------ |
| Barbados Defense Force SC     | 2 - 2     | Weymouth Wales            | 16 de mayo de 2019 |
| Weymouth Wales                | 0 - 2     | Barbados Defense Force SC | 19 de mayo de 2019 |
| Barbados Defense Force SC (C) | 1 - 2     | Weymouth Wales            | 26 de mayo de 2019 |

## Play-off Relegación
Actualizado el 9 de junio de 2019
| Local                   | Resultado | Visitante                      | Fecha              |
| ----------------------- | --------- | ------------------------------ | ------------------ |
| Porey Springs United FC | 2 - 1     | Youth Milan (D)                | 16 de mayo de 2019 |
| St. Andrew Lions FC     | 5 - 1     | Barbados Soccer Academy FC (D) | 19 de mayo de 2019 |

| Local                       | Resultado | Visita              | Fecha              |
| --------------------------- | --------- | ------------------- | ------------------ |
| Porey Springs United FC (D) | 0 - 6     | St. Andrew Lions FC | 26 de mayo de 2019 |